# Heinrich Breloer

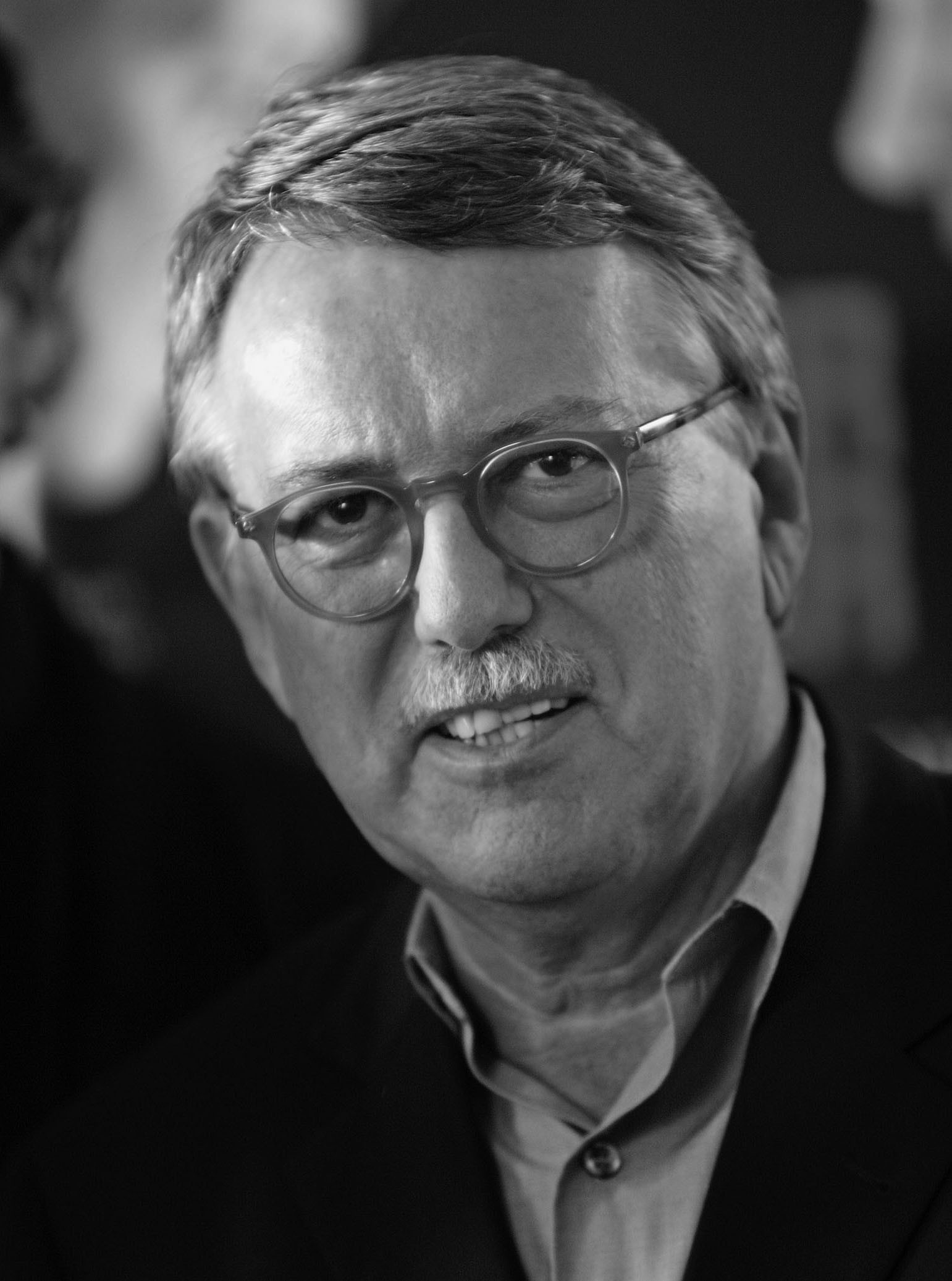
Heinrich Breloer, 2005

Heinrich Breloer ([ˌbʀeˈløːɐ̯], * 17. Februar 1942 in Gelsenkirchen) ist ein deutscher Autor und Filmregisseur. Breloer konzipierte maßgeblich das Film-Genre Doku-Drama, damit behandelte er in einer Verbindung von Spielfilm und Dokumentarfilm vor allem Themen zur neueren deutschen Geschichte und wurde dafür vielfach ausgezeichnet.

## Leben und Werk
Breloers Eltern waren Hoteliers, die in Marl das Hotel Loemühle betrieben. Durch das Hotel lernte er die Welt des Films kennen, da dort während der Ruhrfestspiele und der Verleihung des Grimme-Preises die Prominenz aus Film und Fernsehen logierte. Sein Vater schickte ihn in den 1950er-Jahren auf das streng katholische Internat Canisianum in Lüdinghausen, „das für ihn die Hölle bedeutete.“ Nur einmal im Monat durfte er nach Marl zurückkehren, „obwohl zu Hause das Paradies war.“ Dann traf sich Breloer mit seinem Freundeskreis, dem der spätere Rechtsanwalt und Grünen-Politiker Hans-Christian Ströbele und der zukünftige Filmregisseur Bernhard Sinkel angehörten. Als Breloer zwölf Jahre alt war, verstarb sein Vater an Krebs. In den 1980er-Jahren verarbeitete er filmisch seine Erfahrungen als Internatsschüler mit dem Zweiteiler Eine geschlossene Gesellschaft (1987).
Von 1961 bis 1970 studierte er Literaturwissenschaft und Philosophie in Bonn und Hamburg. Schon am 2. Februar 1962 präsentierte er sich an der Bonner Bühne für sinnliche Wahrnehmung – KONZIL mit fotografischen Arbeiten. 1976 wurde er an der Universität Hamburg mit der literatur- und theaterwissenschaftlichen Dissertation Persönliche Erfahrung und ästhetische Abstraktion über Georg Kaisers Drama Die Koralle promoviert.
Seit 1972 ist er als freier Autor tätig. Zunächst schrieb Breloer sowohl Film- und Fernsehkritiken für eine Hamburger Tageszeitung als auch Hörfunkbeiträge. 1978 drehte er zusammen mit dem Regisseur Horst Königstein seinen ersten längeren Film. Breloers zentrales Thema ist die jüngere deutsche Geschichte. Was bei ihm zunächst als reiner Dokumentarfilm begann, entwickelte sich über die Jahre zum Genre Doku-Drama. Anfangs nannte er die gemeinsam mit Königstein entwickelte, von beiden zuerst 1982 in Das Beil von Wandsbek praktizierte Mischung aus Filmdokumenten, Interviews und Spielszenen noch „Offene Form“. Sie verfeinerten diese Komposition zu einer Synthese, in der die nachgestellten Spielszenen den gleichen Stellenwert erhielten wie die Dokumentation. Der vielfache Adolf-Grimme-Preisträger brachte dies zur Perfektion mit seinem dreiteiligen Film Die Manns über die Familie des deutschen Schriftstellers Thomas Mann. Elisabeth Mann Borgese, die jüngste Tochter Thomas Manns, reist darin mit Breloer als Interviewer auf den Spuren ihrer Familiengeschichte durch Europa und nach Amerika. Gespräche mit anderen Familienmitgliedern und Weggefährten der Mann-Kinder ergänzen den dokumentarischen Hintergrund der Spielszenen, in denen Armin Mueller-Stahl als Thomas Mann und Monica Bleibtreu als seine Frau Katia sowie viele andere Film- und Theaterstars agieren.

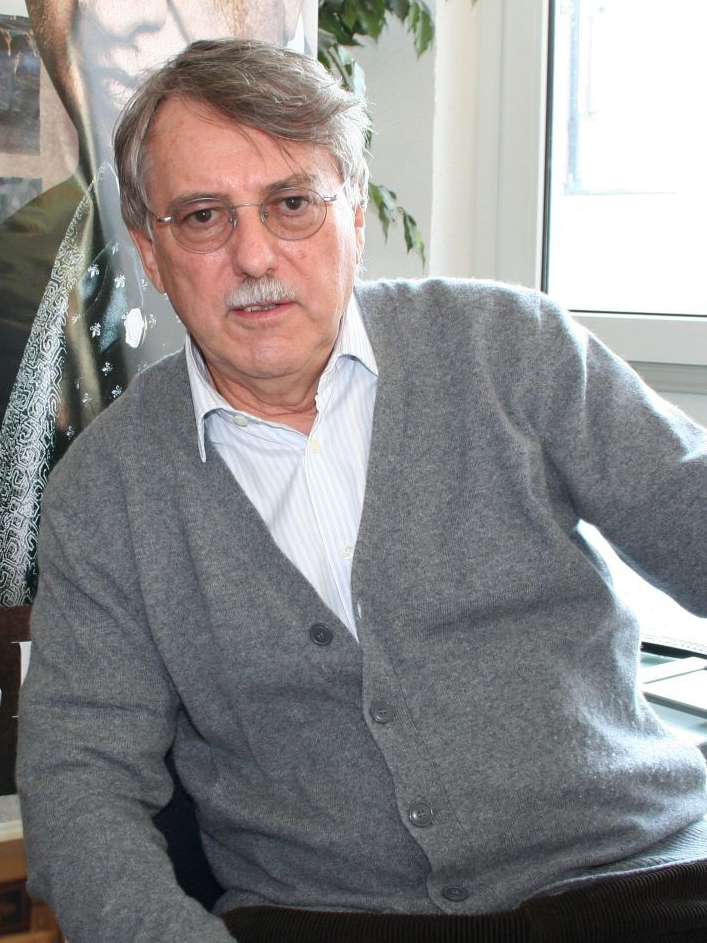
Heinrich Breloer, 2009

Unter dem Titel Speer und Er realisierte Breloer im Jahre 2005 ein Fernseh-Dokudrama über den Architekten Albert Speer, insbesondere über dessen Beziehung zu Adolf Hitler. Sebastian Koch spielte Speer, Tobias Moretti den „Führer“. Die Beschäftigung Breloers mit dieser Biografie hatte 1981 begonnen, als er Speer noch kurz vor dessen Tod persönlich begegnet war. Der Film konfrontierte Speers Kinder mit der Karriere ihres Vaters als Künstler, als Technokrat, als Kriegsverbrecher. Gespräche mit Zeitzeugen und Statements von Fachhistorikern ergänzten die szenische Lebenserzählung. Kritiker bescheinigten Breloer, ein differenziertes Bild Speers entworfen zu haben, das sich von der lügenhaften Selbstdarstellung von Hitlers Beinahe-Freund in seinen Erinnerungen ebenso deutlich abgrenzte wie von der Vorstellung vom guten Nazi Speer, die von der Geschichtswissenschaft zwar widerlegt, in der öffentlichen Meinung aber noch vorherrschend war. Dagegen urteilte der Zeithistoriker Wolfgang Benz, Breloer habe sich zu sehr auf die Perspektive Speers eingelassen.
Die Speer-Biografin Gitta Sereny wiederum warf dem Film vor, Speers Mitschuld an der Vertreibung und Vernichtung der europäischen Juden zu übertreiben. Breloer erwiderte, dass er mehr an einem „suchenden Fernsehen“ als einem „verurteilenden Fernsehen“ interessiert sei.
Breloers vorletztes Projekt war die Literaturverfilmung Buddenbrooks nach Thomas Manns gleichnamigem Roman. Mit über 1,2 Millionen Besuchern war der Film im Kino ein Publikumserfolg, im Fernsehen lief er als Zweiteiler.
Nach mehreren Jahren Recherche und Vorbereitung veröffentlichte er 2019 – nach seinem Frühwerk Bi und Bidi in Augsburg (1978) – seinen zweiten Film über Brecht. Breloer lernte Brecht kennen und schätzen, „als ich anfing, mich aus dem Gefängnis eines katholischen Internatsschülers zu befreien. Jeder Vers aus der „Hauspostille“ war ein Schnitt in den noch fest gefügten katholischen Himmel.“
Mit Thomas Mann beschäftigte sich Breloer im Jahr 2024 anlässlich des 150. Geburtstags des Autors erneut in seiner Dokumentation Ein tadelloses Glück. Der junge Thomas Mann und der Preis des Erfolgs, die allerdings als Buch und Hörbuch erschien.
Breloer ist in zweiter Ehe mit der Regisseurin Monika Winhuisen verheiratet. Er hat zwei Kinder und wohnt in Köln.

## Vorlass bei der Deutschen Kinemathek
Breloer übergab im Jahr 2011 der Berliner Stiftung Deutsche Kinemathek einen Teil seines privaten Produktionsarchivs als Vorlass. Es waren bis dahin 130 Kisten, die das Archiv seit 2012 kontinuierlich im Internet zugänglich machen will. Aus Gründen des Datenschutzes wurde ein Teil der Unterlagen des Archivs 2012 noch nicht ins Netz gestellt. Später erfolgte auch die Publikation seiner zweiteiligen Wehner-Biographie Wehner – die unerzählte Geschichte.

## Filme (Auswahl)
- 1975: Fernsehauge, Tagesschau – Eine Woche wie jede andere
- 1978: Bi und Bidi in Augsburg (Dokumentarfilm über den jungen Bertolt Brecht und Paula Banholzer)
- 1980: Mein Tagebuch (zehnteiliger Dokumentarfilm)
- 1982: Das Beil von Wandsbek (Dokudrama)
- 1983: Treffpunkt im Unendlichen – Die Lebensreise des Klaus Mann (Dokudrama)
- 1984: Kampfname: Willy Brandt (Dokumentarfilm)
- 1985: Größenwahn. Revue der ersten und letzten Tage (Dokudrama)
- 1986: Die Geschichte des Dritten Fernsehprogramms
- 1987: Eine geschlossene Gesellschaft (Dokudrama)
- 1989: Die Staatskanzlei (Dokudrama zur Barschel-Affäre)
- 1991: Kollege Otto – Die Coop-Affäre (Dokudrama)
- 1993: Wehner – die unerzählte Geschichte (Dokudrama)
- 1994: Einmal Macht und zurück (Dokudrama zur Schubladenaffäre)
- 1994: Meine Bildergeschichte (ca. 45-teilige Kurz-Fernsehfilmreihe)
- 1997: Todesspiel (Dokudrama)
- 2001: Die Manns – Ein Jahrhundertroman (Dokudrama)
- 2004: Speer und Er (Dokudrama)
- 2008: Buddenbrooks
- 2019: Brecht

## Auszeichnungen

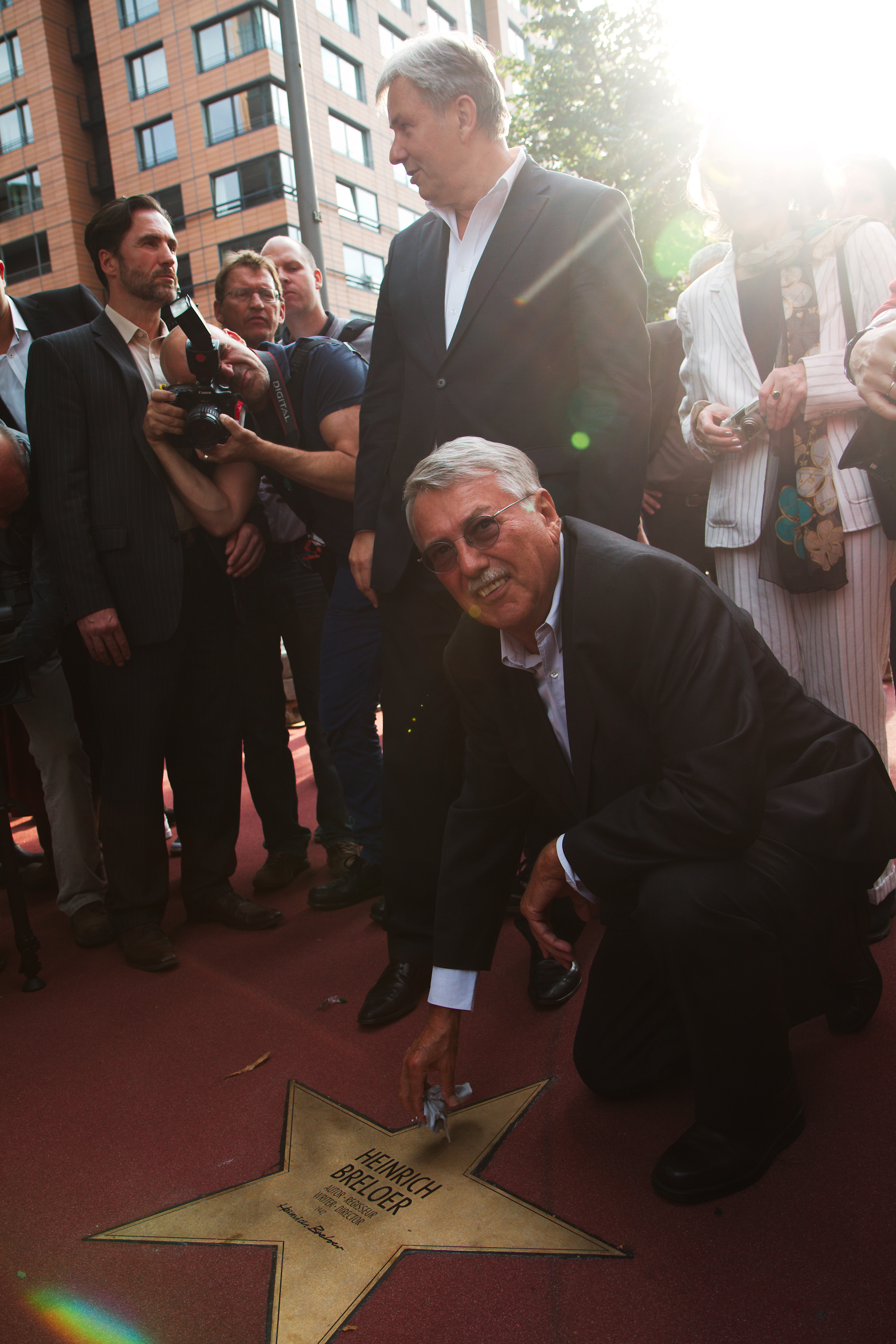
Breloer bei der Einweihung seines Sternes auf dem Boulevard der Stars in Berlin mit Bürgermeister Wowereit (2012)

- 1981: Ehrende Anerkennung beim Adolf-Grimme-Preis für Mein Tagebuch
- 1983: Sonderpreis des Kultusministers von Nordrhein-Westfalen im Rahmen des Adolf-Grimme-Preises für Das Beil von Wandsbek (zusammen mit Horst Königstein)
- 1983: Gold Medal des New York Film- und TV-Festivals
- 1984: Adolf-Grimme-Preis mit Gold für Treffpunkt im Unendlichen – die Lebensreise des Klaus Mann
- 1988: Adolf-Grimme-Preis mit Silber für Eine geschlossene Gesellschaft
- 1989: Kulturpreis Kultur Aktuell des Landeskulturverbands Schleswig-Holstein
- 1990: Fernsehfilmpreis der Deutschen Akademie der Darstellenden Künste für Die Staatskanzlei
- 1991: Goldener Gong
- 1991: Bayerischer Fernsehpreis
- 1992: Ernst-Schneider-Preis
- 1992: Adolf-Grimme-Preis mit Gold für Kollege Otto – Die Coop-Affäre (zusammen mit Monika Bednarz-Rauschenbach und Rainer Hunold)
- 1993: Prix Europa
- 1994: Adolf-Grimme-Preis für Wehner – die unerzählte Geschichte
- 1994: DAG-Fernsehpreis in Gold
- 1994: Goldener Gong
- 1994: Filmpreis Rheinland-Pfalz
- 1995: Telestar
- 1997: Sonderpreis des Bayerischen Fernsehpreises
- 1997: Sonderpreis für dokumentarisches Fernsehspiel beim Fernsehfilm-Festival Baden-Baden
- 1997: Bambi
- 1997: Telestar
- 1997: Goldener Löwe (RTL)
- 1998: DAG-Fernsehpreis in Gold
- 1999: Bundesverdienstkreuz am Bande (5. Oktober 1999)[15]
- 2002: Deutscher Fernsehpreis: Fernsehereignis des Jahres, Grimme-Preis in Gold, Bayerischer Fernsehpreis (Blauer Panther), Goldene Kamera für Die Manns – Ein Jahrhundertroman
- 2002: Emmy Award (Die Manns – Ein Jahrhundertroman)
- 2002: Golden Gate Award, San Francisco International Film Festival (Die Manns – Ein Jahrhundertroman)
- 2002: Goldene Nymphe, Monte Carlo International TV Festival (Die Manns – Ein Jahrhundertroman)
- 2002: Goldene Romy Spezialpreis der Jury für Die Manns – Ein Jahrhundertroman
- 2005: Siebenpfeiffer-Preis
- 2005: Hans Abich Preis
- 2005: Goldene Olive beim International Festival in Bar, Montenegro (Speer und Er)
- 2006: Verdienstorden des Landes Nordrhein-Westfalen
- 2006: Goldene Romy für den besten Fernsehfilm Speer und Er
- 2006: Goldene Magnolie beim Shanghai TV Festival, beste Regie (Speer und Er)
- 2006: Banff World Television Festival, bester Film in der Kategorie Geschichte and Biographie (Speer und Er)
- 2007: Professorentitel des Landes Nordrhein-Westfalen
- 2009: RomaFictionFest Rom, bester Film, beste Regie (Buddenbrooks)
- 2012: Stern auf dem Boulevard der Stars

## Schriften
- Georg Kaisers Drama „Die Koralle“. Persönliche Erfahrung und ästhetische Abstraktion. Mit einem biografischen Aufriss. Dissertation. Lüdke, Hamburg 1977.
- mit Horst Königstein: Blutgeld. Materialien zu einer deutschen Geschichte. Prometh Verlag, Köln 1982, ISBN 3-922009-46-8.
- Heinrich Breloer (Hrsg.): Mein Tagebuch: Geschichten vom Überleben 1939–1947. Verlagsgesellschaft Schulfernsehen, Köln 1984, ISBN 3-8025-2160-9.
- mit Frank Schauhoff: Mallorca, ein Jahr. Ein Inselroman. Kiepenheuer und Witsch, Köln 1995, ISBN 3-462-02412-4.
- Todesspiel. Von der Schleyer-Entführung bis Mogadischu. Eine dokumentarische Erzählung. Kiepenheuer und Witsch, Köln 1997, ISBN 3-462-02597-X.
- Heinrich Breloer (Hrsg.): Geheime Welten. Deutsche Tagebücher aus den Jahren 1939 bis 1947. (= Die Andere Bibliothek). Eichborn, Frankfurt am Main 1999, ISBN 3-8218-4484-1.
- mit Horst Königstein: Die Manns. Ein Jahrhundertroman. S. Fischer, Frankfurt am Main 2001, ISBN 3-10-005230-7.
- Unterwegs zur Familie Mann. Begegnungen, Gespräche, Interviews. S. Fischer, Frankfurt am Main 2001, ISBN 3-10-005231-5.
- Speer und Er. Hitlers Architekt und Rüstungsminister. Propyläen Berlin 2005, ISBN 3-549-07193-0.
- Unterwegs zur Familie Speer. Begegnungen, Gespräche, Interviews. Propyläen Berlin 2005, ISBN 3-549-07249-X.
- mit Rainer Zimmer: Die Akte Speer. Spuren eines Kriegsverbrechers. Propyläen, Berlin 2006, ISBN 3-549-07287-2.
- Thomas Manns „Buddenbrooks“. Ein Filmbuch von Heinrich Breloer. S. Fischer, Frankfurt am Main 2008, ISBN 978-3-10-005234-6.

## Dokumentation
- Gedanken auf glitzernden Flügeln. Der Filmemacher Heinrich Breloer. Dokumentarfilm, Deutschland, 2010, 43 Min., Buch und Regie: Inga Wolfram, Produktion: DOKfilm, WDR, arte, Erstausstrahlung: 19. Dezember 2010 bei arte, Inhaltsangabe von arte, (Memento vom 25. März 2013 im Internet Archive).
- WDR Geschichte(n) – Heinrich Breloer. 90 min., Buch und Regie: Klaus Michael Heinz, Erstausstrahlung: 26. März 2020 im WDR Fernsehen, unbefristet in der WDR Mediathek.